# Embaú
Embaú é um povoado (aglomerado rural) e foi um distrito do município brasileiro de Cachoeira Paulista, que integra a Região Metropolitana do Vale do Paraíba e Litoral Norte, no interior do estado de São Paulo. Já foi sede do município de Cruzeiro entre os anos de 1871 e 1901, com o nome de Conceição do Cruzeiro.

## História

### Origem
Antiga Capela Curada de Nossa Senhora da Conceição de Embaú, no município de Lorena, o povoado surgiu por ser a última parada das tropas que fossem subir a Serra da Mantiqueira com destino ao sertão das Minas Gerais, e ao mesmo tempo ser a entrada do Vale do Paraíba para quem vinha destas regiões de garimpo no planalto.
No local ficava uma das passagens mais difíceis para as tropas, a falha geográfica conhecida pelo nome de Garganta do Embaú.

### Toponímia
Embaú, na língua tupi, quer dizer “a última aguada”, mas também pode significar “o beber da bica, a bica” ou “a comida, a bebida”.

### Formação administrativa

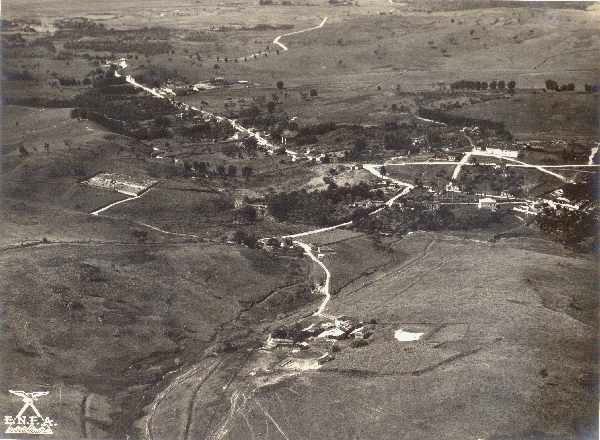
Vista aérea (1940).

- Freguesia criada pela Lei nº 5 de 19/02/1846, com o nome de Nossa Senhora da Conceição de Embaú[4].
- Elevado à município pela Lei nº 8 de 06/03/1871, com o nome de Vila da Conceição do Cruzeiro[5].
- Decreto nº 143 de 30/03/1891 - cria o distrito de Estação do Cruzeiro (atual Cruzeiro) no município de Conceição do Cruzeiro[6].
- Lei nº 789 de 02/10/1901 - transfere a sede do município para o distrito de Estação do Cruzeiro, retornando Conceição do Cruzeiro à condição de distrito[7].
- Lei nº 895 de 25/11/1903 - altera o nome do distrito de Conceição do Cruzeiro para Embaú[8].
- O distrito foi extinto pela Lei nº 2.821 de 31/12/1936 e seu território foi anexado ao distrito sede de Cruzeiro[9].
- Pelo Decreto n° 9.775 de 30/11/1938 o povoado foi transferido para o município de Cachoeira Paulista[10].
- Decreto nº 15.135 de 17/10/1945 - Cria, no distrito de Valparaíba, no município do mesmo nome (atual Cachoeira Paulista), a 2.ª Subdelegacia de Polícia, com sede na localidade conhecida por Embaú[11].
- Pedido para criação do distrito através de processo que deu entrada na Assembléia Legislativa do Estado de São Paulo no ano de 1963, mas como não atendia os requisitos necessários exigidos por lei para tal finalidade o processo foi arquivado[12][13].
- A Lei Ordinária nº 907 de 30/12/1992 autorizou a fazer plebiscito e criar novamente o distrito do Embaú, mas não teve efeito[14].

## Geografia

### Demografia

#### População urbana
| Crescimento população urbana | Crescimento população urbana | Crescimento população urbana | Crescimento população urbana |
| Censo                        | Pop.                         |                              | %±                           |
| ---------------------------- | ---------------------------- | ---------------------------- | ---------------------------- |
| 1991                         | 653                          |                              | —                            |
| 2000                         | 1 039                        |                              | 59,1%                        |
| 2010                         | 1 094                        |                              | 5,3%                         |
| Fonte: IBGE e Fundação SEADE |                              |                              |                              |

Até o Censo 2010 (IBGE) Embaú era classificado pelo IBGE como aglomerado rural.

### Rodovias
Os principais acessos à Embaú são as rodovias SP-58 e SP-183.

## Serviços públicos

### Registro civil
Atualmente é feito na sede do município, pois o Cartório de Registro Civil das Pessoas Naturais foi extinto pela Lei nº 2.821 de 31/12/1936 e seu acervo foi recolhido ao cartório do distrito sede de Cachoeira Paulista.

### Saneamento
O serviço de abastecimento de água é feito pela Companhia de Saneamento Básico do Estado de São Paulo (SABESP).

### Energia
A responsável pelo abastecimento de energia elétrica é a EDP São Paulo, antiga Bandeirante Energia.

### Telecomunicações
O povoado era atendido pela Telecomunicações de São Paulo (TELESP) através da central telefônica de Cachoeira Paulista. Em 1998 esta empresa foi vendida para a Telefônica, que em 2012 adotou a marca Vivo para suas operações.

## Religião
O Cristianismo se faz presente no povoado da seguinte forma:

### Igreja Católica
- A igreja faz parte da Diocese de Lorena[24].

### Igrejas Evangélicas
- Congregação Cristã no Brasil[25].